# Gardenia aubryi
Gardenia aubryi är en måreväxtart som beskrevs av Eugène Vieillard. Gardenia aubryi ingår i släktet Gardenia och familjen måreväxter. Inga underarter finns listade i Catalogue of Life.